# 片恵英
片 恵英（Pyun Hye Young、ピョン･ヘヨン、1972年 - ）は韓国の小説家。ソウル特別市出身。

## 略歴
1972年、ソウル特別市に生まれる。2000年『ソウル新聞』新春文芸に短編『이슬털기(露払い)』が当選し、文壇デビューした。片の小説は、猟奇的で残酷な描写、不吉で転覆的な想像力で「不快の美学」と言われるほど、読者を不快にさせる特徴がある。デビュー作である『이슬털기(露払い)』で主人公は自分を妊娠させた男がその事実を避けることに腹立ち、死んでしまえと叫ぶが、この呪いは直ぐ実現してしまう。片の初の小説集『아오이가든(あおいガーデン)』は、残酷なイメージで一杯である。裂かれた猫の腹の赤い血や内臓を露骨に描写したり、悪臭漂う巨大ゴミ処理場や、疫病が流行る団地がある都市を描いている。そのような空間で人間は、マンホールに隠れて生活したり、実験室の解剖台に置かれたり、うじがわく死体になって捨てられたりする。二番目の小説集『사육장 쪽으로(飼育場の方に)』では、残酷な描写は減ったが、暗くてグロテスクな雰囲気は変わっていない。片の小説の恐怖は、益々日常に近いものになっているという点で怖さを増している。

## 年譜
- 1972年、ソウル特別市に生まれる。[1]
- 2007年、第5回誇らしい文化人賞受賞。
- 2007年、第40回韓国日報文学賞受賞。
- 2009年、第10回李孝石文学賞受賞。
- 2010年、今日の若い芸術家賞文学部門。
- 2011年、第42回東仁文学賞受賞。
- 2014年、第38回李箱文学賞大賞受賞。
- 2017年、シャーリイ・ジャクスン賞（アメリカの文学賞）を韓国の小説家で初の長編部門受賞作。

## 邦訳作品
- 『アオイガーデン』きむふな訳、クオン、新しい韓国の文学、2017年6月
- 『モンスーン』姜信子訳、白水社、エクス・リブリス、2019年8月
- 『ホール』 カン・バンファ訳、書肆侃侃房、韓国女性文学シリーズ、2018年10月

## 代表作品
- 2005年、아오이가든(あおいガーデン) [1]
- 2007年、사육장 쪽으로(飼育場の方に)
- 2010年、재와  빨강(灰と赤)
- 2011年、저녁의 구애(夕方の求愛)
- 2012年、서쪽 숲에 갔다(西の森に行った)
- 2013年、밤이 지나간다(夜が過ぎていく)
- 2014年、몬순(モンスーン)